# Флемиг, Герхард
Пауль Герхард Флемиг (нем. Paul Gerhard Flämig; 19 декабря 1919, Глаухау — 18 сентября 2011, Бёль-Иггельхайм) — немецкий политик, член СДПГ.

## Биография
В 1937 году вступил в НСДАП (№ билета 5.505.215). По окончании школы Флемиг был призван солдатом в люфтваффе и участвовал во Второй мировой войне. В конце войны попал в плен, по возвращении учился на наборщика и с 1949 года работал редактором.
В 1946 году Флемиг вступил в СДПГ и в 1948—1957 годах работал советником городского правительства Зелигенштадта. Состоял в окружном собрании Оффенбаха, в 1957—1964 годах занимал должность бургомистра района Гроссаухайм города Ханау.
С февраля 1963 до 1980 года Флемиг являлся депутатом бундестага от СДПГ, в 1969—1979 годах также являлся депутатом и докладчиком по энергетической и научно-исследовательской политике в Европейском парламенте. В 1981—1983 годах работал консультантом комиссии ЕС в Брюсселе. В 1972—1987 годах в тесном взаимодействии с правлением фракции СДПГ являлся заместителем председателя Европейского социалистического движения в Париже и отвечал за контакты с другими социалистическими партиями Восточного блока. Его доверительные беседы с функционерами СЕПГ в рамках «восточной политики» Вилли Брандта использовались Министерством государственной безопасности ГДР для сбора информации.
В 1993 году Флемигу было предъявлено обвинение в сотрудничестве со спецслужбами в качестве так называемого «ядерного шпиона». Все свидетели дали показания о том, что Флемиг не являлся внештатным сотрудником, а был всего лишь контактным лицом для многих в ЦК СЕПГ. Дело было закрыто.